# Émile Lefort
Pour les articles homonymes, voir Lefort.
Ne doit pas être confondu avec Henri Émile Lefort.
Émile Lefort, né le 28 mars 1914 à Luxembourg et mort exécuté le 5 avril 1945 près du camp de concentration de Mauthausen, est un archiviste-paléographe et résistant luxembourgeois.

## Biographie

### Archiviste
Émile Lefort est né le 28 mars 1914 à Luxembourg. il est le fils de l'homme politique luxembourgeois Antoine Lefort.
Selon l'écrivain Jean Grenier, Émile Lefort est un cousin du philosophe René Poirier.
Émile Lefort entre à l'École nationale des chartes en 1934 et en sort archiviste-paléographe en 1939. Sa thèse d'École des chartes, soutenue en 1939, porte sur l'avouerie ecclésiastique en Luxembourg du Xe au XIIIe siècle,. Il publie également deux articles, en 1938 et en 1939.

### Résistant
Au début de la Seconde Guerre mondiale, il veut s'engager dans la légion luxembourgeoise, mais celle-ci n'est jamais mise sur pied. Après l'armistice du 22 juin 1940, il reste d'abord en France puis revient au Luxembourg, à la fin de l'année 1940. Il occupe un emploi subalterne à la Bibliothèque nationale du Luxembourg, à la place d'un poste plus élevé à la direction des Archives nationales de Luxembourg qui l'aurait obligé à prêter le serment hitlérien.
Il participe activement à la résistance luxembourgeoise, écrivant et diffusant des tracts et des chansons. Il envoie régulièrement des rapports aux Alliés à Londres. Radio Londres les cite sous l'indicatif Montaigne a dit.

### Déporté
Il est arrêté à la mi-janvier 1944. Il est d'abord incarcéré à Trêves puis à Usingen, avant d'être transféré au camp de concentration de Hinzert, puis à la prison de Wittlich, à Ziegenhain, ensuite à Bautzen et à Maitlingen. Il arrive au début de décembre 1944 au camp de concentration de Mauthausen, où il subit des conditions de détention terribles. Pendant sa captivité, il est soutenu par son ardente foi catholique et son patriotisme luxembourgeois.
Lors de la marche de la mort d'évacuation du camp de Mauthausen, il s'arrête de marcher et s'assied sur le talus, épuisé. Il est alors exécuté, le 5 avril 1945.

## Décoration
- Croix de l´Ordre de la Résistance 1940-1944 à titre posthume[6].

## Publication principale
- Émile Lefort, « L'avouerie ecclésiastique en Luxembourg du Xe au XIIIe siècle », Positions des thèses de l'École nationale des chartes,‎ 1939, p. 131-137 (lire en ligne)[3].